# 片岡人生
片岡 人生（かたおか じんせい）は、日本の漫画家、イラストレーター。女性。夫は同じく漫画家の近藤一馬。
代表作は、『交響詩篇エウレカセブン』（原作：BONES）、『デッドマン・ワンダーランド』（共に近藤一馬との共作）。

## 受賞歴
- 第48回手塚賞佳作『MONSTER?』

## 作品リスト

### 漫画
- MONSTER?（集英社、読切、第48回手塚賞佳作、手塚・赤塚賞受賞作作品集15巻収録、1995年）
- 鬼顔坊（角川書店、読切、『月刊少年エース』掲載、未単行本化、2004年）
- 神様ロック（同人誌「喰 kuu」掲載、読切、2004年）
- 交響詩篇エウレカセブン（角川書店、『月刊少年エース』連載、原作：BONES・共作：近藤一馬、全6巻、2005年 - 2007年）
- 青春タイガース（同人誌「喰 kuu2」掲載、読切、2005年）
- デッドマン・ワンダーランド（角川書店、『月刊少年エース』連載、共作：近藤一馬、全13巻、2007年 - 2013年）
- リヴィングストン（講談社、『モーニング』、原作：前川知大、全4巻、2009年 - 2015年）
- 神様☆パーマネント（角川書店、読切、『アルティマエース』掲載、共作：近藤一馬、2011年）
- スモーキン’パレヱド（角川書店、『月刊少年エース』連載、共作：近藤一馬、全10巻、2015年[1] - 2021年）
- レトロポリス・スクラッチ（講談社、『別冊少年マガジン』連載、共作：近藤一馬、全3巻、2022年8月号 - 2023年10月号）
- 比嘉姉妹（KADOKAWA、『カドコミ』連載、共作：近藤一馬、2024年5月24日 - 連載中）

### アンソロジー
- 東日本大震災チャリティー漫画本 PARTY! SORA[注 1][2]（2011年8月5日発売[3]、メディアパル、ISBN 978-4-89610-202-4）
  - デッドマン・ワンダーランド ギャラクシーデイズ SUMMER ver.[注 2][4]

### イラスト
- しゃべるいきもの（集英社、著：松原真琴、2006年） - 近藤一馬との共作
- Beurre・Noisette-世界一孤独なボクとキミ（集英社、著：藍上陸、2006年） - 近藤一馬との共作
- ガチパン!-オレの無謀なハードデイズ（角川書店、著：将吉、2007年） - 近藤一馬との共作
- 名もなき王のための遊戯（講談社、メフィスト掲載、著：三雲岳斗、2008年） - 近藤一馬との共作
- Xサバイヴ 都市伝説ゲーム（角川書店、著：上甲宣之、2009年） - 近藤一馬との共作
- Xサバイヴ2 都市伝説ゲーム（角川書店、著：上甲宣之、2009年） - 近藤一馬との共作
- animenitro2 〜ANiReMATiON EGGS〜（音楽CD、2010年）
- 幻獣坐（講談社、著：三雲岳斗、2010年） - 近藤一馬との共作
- ブラッドラッド（第9話エンドカード、2013年） - 近藤一馬との合作。
- ブックマートの金狼（KADOKAWA、著：杉井光、2016年） - 近藤一馬との共作
- 角川まんが学習シリーズ 「日本の歴史」 - 12巻：明治維新と新政府 - 近藤一馬との合作。[5]